# 洛威鎮區 (伊利諾伊州莫爾特里縣)
洛威鎮區（英語：Lowe Township）是位於美國伊利諾伊州莫爾特里縣的一個行政鎮區。

## 地方資料
根據2010年美國人口普查的數據，洛威鎮區的面積為105.20平方千米，當中陸地面積為105.20平方千米，而水域面積為0.00平方千米。當地共有人口1721人，而人口密度為每平方千米16.36人。